# San Antonio (Zambales)
San Antonio ist eine philippinische Stadtgemeinde in der Provinz Zambales.

## Baranggays
San Antonio ist politisch in 14 Baranggays unterteilt.
- Angeles
- Antipolo (Poblacion)
- Burgos (Población)
- East Dirita
- Luna (Población)
- Pundaquit
- Rizal (Población)
- San Esteban
- San Gregorio (Población)
- San Juan (Población)
- San Miguel
- San Nicolas
- Santiago (Población)
- West Dirita